# Bizmut
A bizmut (nyelvújításkori magyar nevén: keneny) a 83-as rendszámú kémiai elem, vegyjele Bi. A másodfajú fémek közé tartozó, kemény, rideg, nagy szemcsékben kristályosodó, terméselemként és ércásványaiban is megtalálható, ritkán előforduló elem. 
Fémes elem, bár néhány forrásban a félfémek közé sorolják. Rossz hővezető, nem mágnesezhető, de mágneses mezőben és különböző nyomásviszonyok alatt elektromos vezetőképessége változik. Olvadáspontja alacsony, szilárdulási fázisban térfogata növekszik. 
Sokáig a bizmutot tekintették a legnagyobb rendszámú stabil elemnek, de 2003-ban felfedezték, hogy rendkívül gyengén, de radioaktív: egyetlen primordiális izotópja, a bizmut-209 alfa-sugárzó, felezési ideje több mint egymilliárdszorosa az Univerzum becsült életkorának. Rendkívül hosszú felezési ideje miatt azonban szinte minden szempontból stabil elemnek tekinthető.

## Felfedezése

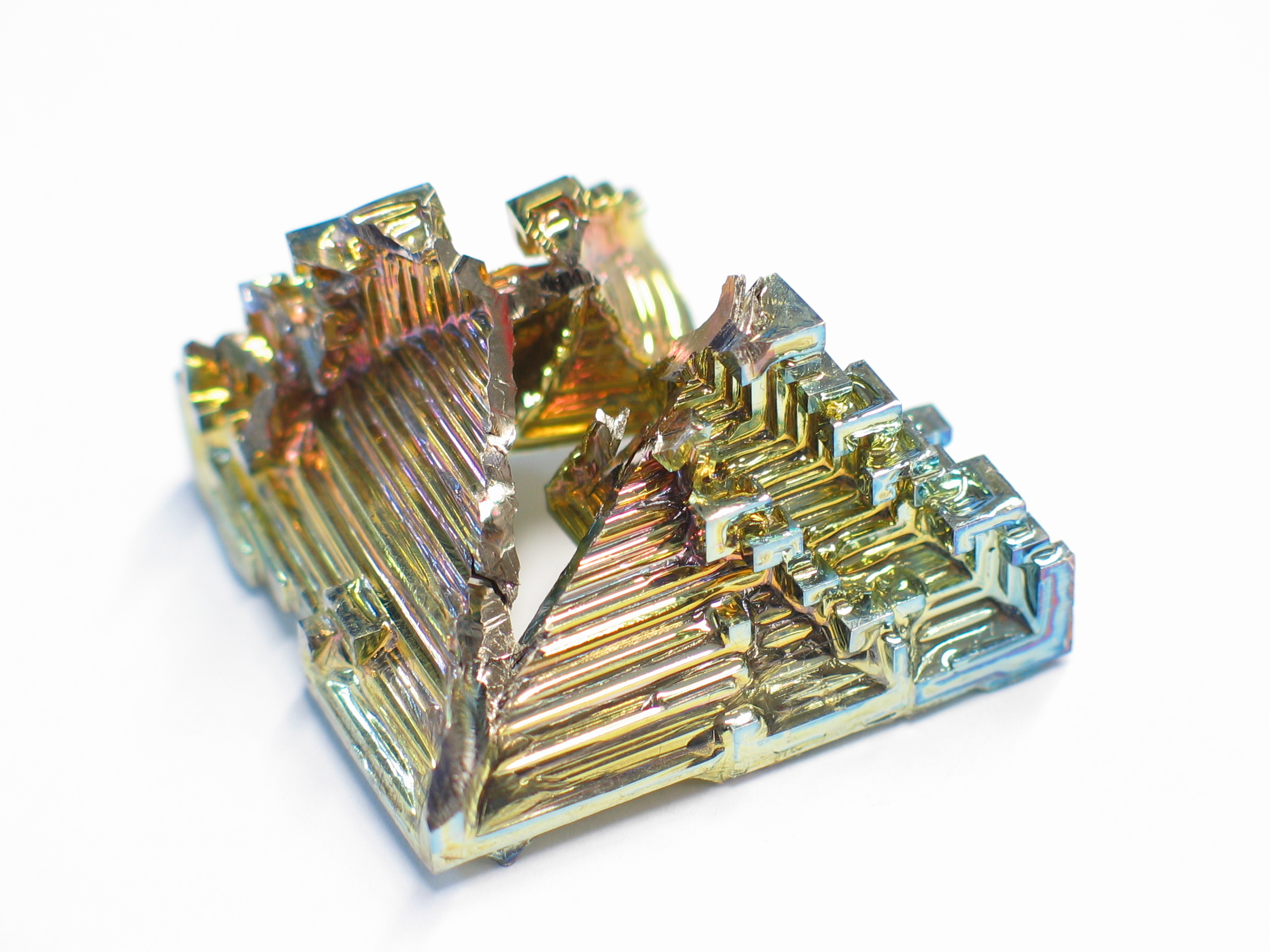
Kristályos bizmut

Első írásos említése egy német szerzetestől, Valentius Basilius-tól származik 1450-ből. Mint önálló, a hét klasszikustól (arany, ezüst, ón, ólom, réz, cink, vas) különböző fémet először Agricola (Georg Bauer) írta le a XVI. században De re metallica című munkájában. Nevének eredete a német weisse Masse, illetve a szász tájnyelvi „wise Must” (fehér tömeg) kifejezésből ered, mely az Érchegységbeli bányászok által használt kifejezés volt a „hasznos ércet” nem szolgáltató bizmutos ércesedésre.

## Kémiai tulajdonságai
Szokásos hőmérsékleten mind a stabil, mind a nedves levegőnek ellenáll. A vörösizzás hőmérsékletén vízzel bizmut(III)-oxid keletkezése közben reagál.
2 Bi + 3 H2O → Bi2O3 + 3 H2
Fluorral 500 °C-on  bizmut(V)-fluoridot, alacsonyabb hőmérsékleten bizmut(III)-fluoridot képez. Más halogénekkel csak bizmut(III)-halogenidek keletkeznek. A trihalogenidek korrozív, nedvességgel könnyen reagáló anyagok, utóbbival BiOX összetételű oxohalogenideket képeznek.
2 Bi + 3 X2 → 2 BiX3 (X = F, Cl, Br, I)
Tömény kénsav bizmut(III)-szulfát és kén-dioxid keletkezése közben oldja.
6 H2SO4 + 2 Bi → 6 H2O + Bi2(SO4)3 + 3 SO2
Salétromsavval bizmut(III)-nitrátot képez.
Bi + 6 HNO3 → 3 H2O + 3 NO2 + Bi(NO3)3
Oldódik sósavban is, de csak oxigén jelenlétében.
4 Bi + 3 O2 + 12 HCl → 4 BiCl3 + 6 H2O
Alkáliföldfém-komplexek előállításához használják transzmetalláló ágensként:
3 Ba + 2 BiPh3 → 3 BaPh2 + 2 Bi

## Előfordulása, előállítása
Terméselemként hidrotermális ércesedésekben, telérekben lelhető fel. Híres magyarországi előfordulása a Nagybörzsöny melletti középkori nemesfémbányák (termésbizmut és bizmut-szulfid). Gyakran arany-, réz-, ólom- és ónércekben dúsul fel. Oxidjaiból (Bi2O3) szenes redukcióval, szulfidjaiból (Bi2S3) alacsony hőmérsékleten „pörköléssel”, majd kohósítással nyerik ki. Vegyes ércelőfordulásoknál kinyerésére hidrometallurgiai eljárásokat alkalmaznak. Salétromsavban való oldhatóságát hasznosítva elektrolízissel is előállítható.

## Felhasználása
Megszilárdulás közbeni térfogatnövekedése miatt ötvözőanyagnak hasznosítják tagolt, bonyolult felületű idomok és formák előállításánál, kéregöntéseknél is. A bizmut, ólom, ón és kadmium ötvözetet „Wood”-fémnek hívják. Ez az eutektikus ötvözet az alkotó fémeket 4:2:1:1 arányban tartalmazza. Olvadáspontja kb. 70 °C, már forró vízbe mártva is megolvad, (a színesfémeké 230-330 °C), míg a „Rose”-fém ólom és ón mellett 25,0% bizmutadagolásnál 94 °C-on olvad meg. Alacsony olvadási hőmérséklete miatt alkalmas tűzjelző berendezéseknél, a villamosiparban olvadóbiztosítók előállításánál, nyomástartó edényeknél és tartályoknál biztonsági szelepekben használják. A műszeriparban a mágneses térerő alatti eltérő tulajdonságú viselkedése miatt fontos érzékelők alapanyaga. Hűtőberendezésekben szelenidjét (Bi2Se4), telluridját (Bi2Te) kapcsolószerkezetekben alkalmazzák. A legfontosabb felhasználási területe a műanyagipari alapanyagok gyártása, mert a bizmut-foszfomolibdát (BiPMo12O40) hatásos katalizátor akrilszálak, festékek gyártási folyamatában. A bizmut sóit a gyógyszeriparban röntgenvizsgálatok kontrasztanyagaként (bizmutkása) hasznosítják, de emésztőszervi zavarok kezelésére is alkalmazzák. A bőrsérülések, bőrfertőzések gyógyszerének alapanyaga (dermatol). Kozmetikai cikkeknél a bizmut hozzáadása gyöngyházfényt eredményez (rúzsok, lakkok).

## Fontosabb vegyületei
- Bizmut-hidroxid Bi(OH)3 fehér por, amely melegítve vizet veszít, és bizmut-oxid-hidroxiddá (BiOOH) alakul át.
- Bizmut-nitrát Bi(NO3)3·5H2O fehér kristályos, erősen higroszkópos (a bizmutkása alapanyaga).
- Bizmut-szulfid Bi2S3 fekete színű por.

## Fontosabb ásványai
- Annivit (bizmutfakóérc) Cu10(Fe,Zn)2(As,Bi)4S13
- Bizmut-trioxid (bizmit) Bi2O3
- Bizmut-szulfid Bi2S3
- Cosalit (Pb2BiS5)
- Eulitin Bi4(SiO4)3
- Joseit Bi4TeS2
- Rézbányit Pb3Cu2Bi10S19
- Termésbizmut Bi
- Tetradimit Bi2Te2S2

## Termelt mennyiségek
A földkéreg bizmutban körülbelül kétszer gazdagabb, mint aranyban. Legfontosabb ércei a bizmut-szulfid és a bizmit. A világ 2005. évi bizmutfém-termelése 4631 tonna volt. A három legnagyobb termelő (zárójelben az össztermelésen belüli arány %-ban):
- Kína: 2000 tonna (43,2%)
- Mexikó: 970 tonna (21,0%)
- Peru: 807 tonna (17,4%)
- Termelt még: Bulgária (0,9%), Románia (0,9%), Oroszország (1,0%), Kanada (3,5%), Japán (10,0%), Ausztrália (2,1%).

2014-ben a bizmuttermelés elérte a 13 600 tonnát:
- Kína: 7600 tonna
- Vietnám: 4950 tonna
- Mexikó: 948 tonna
- Oroszország: 40 tonna
- Bolívia: 10 tonna
- Kanada: 3 tonna

2015-ben a világtermelés szintén 13 600 tonna volt:
- Kína: 7500 tonna
- Vietnám: 5000 tonna
- Mexikó: 700 tonna
- Oroszország: 40 tonna
- Bolívia: 10 tonna
- Kanada: 3 tonna

## Élettani hatása
A bizmut és sói vesekárosodást okoznak. A károsodás mértéke nem súlyos, de nagy dózisban halálos is lehet. Az iparban úgy ítélik meg, hogy a nehézfémek közül a legkevésbé mérgező (összehasonlítva ólommal, arzénnal, antimonnal stb.), feltehetően ez a bizmut sók gyenge oldhatóságának köszönhető. Időnként súlyos, halálos kimenetelű mérgezés is felléphet. Ismertek még egyéb toxikus hatások is, rossz közérzet, albumin vagy más fehérje jelenléte a vizeletben, bőrreakciók és egyes esetekben súlyos bőrgyulladás.

### Akut hatások
Belélegzés esetén: légzőszervi irritáció, okozhat rossz leheletet, fémes ízt és fogínygyulladást.
Lenyelése: hányinger, étvágytalanság és súlyveszteség, rossz közérzet, albuminuria, enteritis (bélgyulladás), hasmenés, bőrreakciók, stomatitis (szájnyálkahártya-gyulladás), fejfájás, reumás fájdalom, és egy fekete vonal képződhet az ínyen a bizmut-szulfid lerakódása miatt.
Bőrön: irritáció.

### Krónikus hatások
Lenyelés: befolyásolhatja a máj- és a vese□funkciót. Okozhat vérszegénységet és fekélyes szájgyulladást.
Bőrön: bőrgyulladást okozhat.
A bizmut-oxiklorid (C.I.77163) fehér színű, szintetikus színezék. Fehérítő és szeplő elleni krémekben, napozószerekben fordul elő.